# Henri Sevenet
Henri Sevenet, né le 3 novembre 1914 à Chédigny (Indre-et-Loire) et mort le 20 juillet 1944 à Lacombe (Aude), fut pendant la Seconde Guerre mondiale un agent secret français du Special Operations Executive, chef du réseau DETECTIVE.

## Identités
- État civil : Henri Paul Sevenet
- Comme agent du SOE, section F :
  - Nom de guerre (field name) : « Rodolphe » (deuxième mission), « Mathieu » (troisième mission)
  - Nom de code opérationnel : DETECTIVE
  - Nom (pour le SOE) : Henry Thomas
  - Nom pour les résistants du CFMN : commandant Mathieu

Parcours militaire
- SOE, section F, general list ; grade : captain ; matricule : 241689

## Famille
- Son père : Louis Sevenet,
- Sa mère : Marthe née Dauprat.

## Biographie chronologique
1914. Naissance d’Henri Sevenet le 3 novembre à Chédigny (Indre-et-Loire).
1940 Soldat, il est fait prisonnier en mai, s'évade, devient chauffeur du général Giraud avec lequel il est à nouveau fait prisonnier, s'évade et rejoint la zone non occupée en novembre.
1941.
- Mai. Le frère de son parrain, Pierre de Vomécourt « Lucas », chef du réseau AUTOGIRO (premier réseau SOE), le recrute. Avec René Piercy et sa femme, Henri Sevenet va former le premier noyau d'un réseau à Lyon.

1942.
- Juillet. Il part pour l'Angleterre, grâce à André Simon. Il emprunte une route d'évasion du réseau PAT à Marseille. Avec un Britannique et un pilote polonais, il traverse les Pyrénées et atteint Barcelone sans difficulté. Il arrive en Angleterre le 19. Il démarre l'entraînement spécial et est engagé avec le grade de capitaine.

Mission en France
Définition de la mission : il vient créer le réseau DETECTIVE, avec pour instructions d'opérer sur des objectifs ferroviaires entre Tours et Poitiers, de choisir des terrains de parachutage, de convaincre, son parrain, Philippe de Vomécourt de rentrer en Angleterre pour consultation (sur ce point, il échouera) et d'essayer de faire évader Pierre de Vomécourt (qui a été arrêté en avril).
- Août. Le 25, il vole depuis l'Angleterre est parachuté à Chédigny  dans la propriété familiale (185 hectares) située à huit kilomètres de Loches (Il y a sur place une indication précise de l'endroit de son parachutage)[2]. Sa mère, Marthe Dauprat-Sevenet, est à la tête du comité de réception comptant le garde forestier, René Dugué, et Maurice Fauchère, le jardinier. Il travaille avec Philippe de Vomécourt, manque d'être arrêté à Lyon en même temps que Jean Maxime Aron « Joseph », l'assistant de Vomécourt.
- Septembre-octobre. Par l'intermédiaire du vice-consul de Belgique (Jean de Mulatier), il entre en contact avec Maurice Rouneau (futur capitaine Rendier) qui a mis VICTOIRE en place, qui est d'origine belge, et qui le reçoit à Agen. Pour lui éviter l'hôtel, Rouneau le conduit chez madame Falbet, typographe dans l'imprimerie où il travaille lui-même, membre de VICTOIRE et qui tient une chambre à la disposition du réseau. Le lendemain, il est à Castelnau-sur-l'Auvignon, où il reviendra souvent. Fin octobre, il retourne en Touraine où réside la famille Dauprat pour continuer son travail dans cette région, avec l'aide d'un certain Le Barbu.
- Novembre. Le 1er, Sevenet va voir Philippe de Vomécourt, qui lui apprend l'arrestation de son opérateur radio Brian Stonehouse « Célestin » et de Blanche Charlet « Christiane », son courrier. Le 2, sur instruction de Philippe de Vomécourt, Sevenet se rend à Marseille pour aller chercher Jean Maxime Aron « Joseph » et Denise Bloch, qui ont été recrutés par René Piercy « Adolphe/Étienne » en juillet. Quand ils rentrent tous les trois à Lyon, Jean Maxime Aron est arrêté à la gare. Le 10, Ted Coppin l'informe que quelqu'un arrivant de l'étranger l'attend à Cannes. Le 12, à Cannes, il rencontre la personne en question, George Starr « Hilaire », ainsi que Peter Churchill. Sevenet amène George Starr à Agen ; celui-ci y restera et attendra de recevoir son S-phone avant d'aller à Castelnau-sur-l'Auvignon dont il fera son quartier général (comme chef du réseau WHEELWRIGHT).
- Décembre. À la fin du mois, Sevenet s'installe à Toulouse avec Amédée Gontran. Il commence à prendre les contacts nécessaires dans les régions de Cannes, Agen, Toulouse et Lyon pour repérer des terrains de parachutage.

1943.
- Février. George Starr vient le voir à Toulouse et lui signale avoir vu à Agen un mandat d'arrêt contre lui et à Pau un mandat d'arrêt contre Gontran. N'étant pas totalement convaincu de ce qu'il apprend de la part de Starr qui voit ses intérêts à éloigner Sevenet, ce dernier demande à Londres l'autorisation de rentrer qui lui est accordée. Dans un premier temps, il cherche à rentrer via l'Espagne grâce au réseau PAT, mais le réseau a été neutralisé. Il essaie ensuite d'utiliser un réseau d'évasion de l'organisation "Libération", mais lui aussi a été neutralisé.

Fin de la mission
- Avril. Finalement, il obtient de l'aide d'une connaissance à Toulouse qui connaît bien le département et qui emploie un jeune homme dont le père vit dans le village du Port, à 2 km de Massat. Sevenet, Amédée Gontran et le jeune homme prennent le bus pour Massat, marchent jusqu'au Port, où le père du jeune homme leur donne des instructions, et ils partent : ils passent à Goulier, puis passent en zone interdite à Vicdessos ; puis après un repos, ils vont à Ordino[3] en passant par le col de Siguer, où ils doivent marcher dans de la neige profonde, uniquement vêtus de leurs costumes, pull-overs et chaussures basses, et se dirigeant sans guide ni compas, n'ayant à leur disposition que le soleil et une carte Michelin. À Ordino (Andorre), Sevenet découvre qu'un réseau d'évasion britannique a été informé dans l'heure de leur arrivée. Prenant contact avec madame Pic, ils peuvent se joindre à un groupe de réfugiés français. Le 22, les trois quittent Ordino avec deux guides andorrans, contournent Andorre-la-Vieille et traversent la frontière entre Asnurri et Argolell, route difficile et escarpée. À Oliana, ils changent de guides et marchent jusqu'à Manresa où ils attrapent le train matinal des ouvriers pour Barcelone.
- Mai. Le 24, il arrive en Angleterre et se déclare à nouveau volontaire pour d'autres missions. Il reçoit un entraînement de mise à niveau.

Missions en France
Définition de la mission du SOE : former le (nouveau) réseau DETECTIVE autour de Carcassonne, dans les départements de l'Aude et de l'Ariège. Son nom de guerre est « Mathieu ».
Définition de la mission confiée par l'état-major interallié de Londres : constitution d'une unité de combat en soutien arrière du débarquement de Provence (elle prendra le nom de corps-franc de la Montagne Noire (CFMN))
- Septembre. Le 15, il est parachuté à l'aveugle. Dans la nuit du 17/18[4], son radio Marcel Despaigne « Richard » arrive en Lysander.
- Octobre. Le 22, Sevenet et Despaigne vont à Toulouse pour rencontrer Roger Mompezat, qui travaille pour eux.

1944.
- Le réseau se développe dans l'Aude et la moitié sud du Tarn : organisation de sabotages des voies de communication, fourniture d'armes au CFMN, groupe d'un millier d'hommes. Sevenet est le maître d'œuvre de ce corps-franc dont il reçoit les ordres de Londres.
- 20 juillet. Lors de l'attaque par les Allemands du camp de la Galaube (hameau de la commune de Lacombe), Sevenet est tué au combat, décapité par une bombe à ailettes antipersonnel. Son corps est découvert quatre jours plus tard sur un tas de fumier où les Allemands l'avaient jeté. Sa bague et son rosaire sont envoyés à sa mère. Il est enterré avec tous les honneurs au cimetière de Laprade (Aude). Le capitaine Despaigne prend sa succession à la tête du réseau. Après sa disparition, les responsabilités et les actions de Sevenet ont été volontairement minorées dans les diverses publications locales afin de dissimuler la véritable identité de ceux qui ont permis à ce corps-franc de se développer.

## Reconnaissance

### Distinctions
- Chevalier de la Légion d'honneur
- Croix de guerre 1939–1945
- Médaille de la Résistance française
- Royaume-Uni : Mention in Despatches,

### Monuments
- En tant que l'un des 104 agents de la section F du SOE morts pour la France, Henri Sevenet est honoré au mémorial de Valençay, Indre, France.
- Au camp de la Galaube (Aude), une stèle, érigée en hommage aux résistants du corps franc de la Montagne noire morts au combat le 20 juillet 1944, mentionne « Sevenet Henri, commandant Mathieu » et ses trois camarades tués le même jour au combat, Simon Gembarowski, Marius Barnes et Marcel Maurel[5].
- Dans les bois de la propriété familiale à Chédigny, une stèle marque le lieu du parachutage d'Henri Sevenet le 25 août 1942.

### Sources et liens externes
- Fiche Henri Sevenet, avec photographies : voir le site Special Forces Roll of Honour.
- Dossier personnel d'Henri Sevenet aux National Archives britanniques. Le dossier HS 9/1346/2 est accessible depuis mars 2005.
- Michael Richard Daniell Foot, Des Anglais dans la Résistance. Le Service Secret Britannique d'Action (SOE) en France 1940-1944, annot. Jean-Louis Crémieux Brilhac, Tallandier, 2008,  (ISBN 978-2-84734-329-8). Traduction en français par Rachel Bouyssou de (en) SOE in France. An account of the Work of the British Special Operations Executive in France, 1940-1944, London, Her Majesty's Stationery Office, 1966, 1968 ; Whitehall History Publishing, in association with Frank Cass, 2004. Ce livre présente la version officielle britannique de l’histoire du SOE en France.
- Marcel Ruby, La Guerre secrète. Les réseaux Buckmaster, France-Empire, 1985;
- Henri Noguères, Histoire de la Résistance en France, Robert Laffont, 1967-1981, 5 vol. ; éd. revue et complétée, 10 vol., Crémille & Famot, 1982.
- Libre Résistance bulletin d'information et de liaison, anciens des réseaux de la section F du S.O.E. (Special Operations Executive), amicale Buck, no 10, 4e trimestre 2003, p. 4.
- Le maquis de la Montagne noire, par Jean Odol
- Notice biographique d'Henri Sevenet
- Lt. Col. E.G. Boxshall, Chronology of SOE operations with the resistance in France during world war II, 1960, document dactylographié (exemplaire en provenance de la bibliothèque de Pearl Witherington-Cornioley, consultable à la bibliothèque de Valençay). Voir sheet 10, DETECTIVE CIRCUIT.
- Auteurs anonymes en raison de la pluralité des styles (attribué à tort et sans preuve à Mompezat), Le Corps Franc de la Montagne Noire. Journal de marche (avril-septembre 1944), préface de Jean Cassou, s.n., s.d. (1946 ?) ; rééd. Imprimerie Midi-Pyrénées, 1963
- Colonel Rémy (présentation par), Le Maquis de la Montagne Noire, in La Résistance en Languedoc et Roussillon, vol. 2, collection Les Français dans la Résistance, Éditions de Saint-Clair, 1975.